# Умео
Умео (швед. Umeå, слушајⓘ) је један од великих градова у Шведској и средиште је северног дела државе (Норланда). Град је у оквиру Западноботнијског округа и његово је управно седиште и највећи град. Умео је истовремено и седиште истоимене општине.
Умео је, као привредно и културно средиште северне Шведске, од велике важности за државу. Град има универзитет, а током 2014. године је европска престоница културе.

## Природни услови
Град Умео се налази у северном делу Шведске и Скандинавског полуострва. Од главног града државе, Стокхолма, град је удаљен 630 км северно.
Рељеф: Умео се развио у области Западна Ботнија, у оквиру историјске покрајине Норланд („Северна земља“). Подручје града је бреговито, а надморска висина се креће 5-40 м.
Клима у Умеу влада оштрији облик континенталне климе.
Воде: Умео се развио на реци Уме, пар километара од њеног ушћа у Ботнијски залив Балтичког мора. Река дели град на већи и старији северни део и мањи и новији јужни део. Оближње море има разуђену обалу, са бројним острвцима и заливима. Са друге стране, у унутрашњости постоје бројна ледничка језера.

## Историја
Подручје Умеа било је насељено још у време праисторије од стране Лапонаца.
Прво стално насеље на датом подручју јавља се у средњем веку. Први спомен насеља везан је за годину 1314, када се ту јавља седиште парохије. Првих неколико векова насеље је више трговиште на ком су трговали Нордијци и Лапонци.
Насеље коначно добија градска права 1622. године од краља Густава II Адолфа.
Током 18. века град су три пута нападали Руси, услед чега је Умео страдао. 1888. године град је задесио велики пожар, после чега је он обновљен у правилној ортогоналној уличној мрежи и градњом у камену.
У другој половини 19. века, с а доласком индустрије и железнице, Умео доживљава препород. Ово благостање траје и дан-данас.

## Становништво
Умео је један од неколико шведских градова са више или близу од 100 хиљада становника. Град има око 80.000 становника (податак из 2010. г.), а градско подручје, тј. истоимена општина има око 117.000 становника (податак из 2012. г.). Последњих деценија број становника у граду брзо расте.
До средине 20. века Умео су насељавали искључиво етнички Швеђани. Међутим, са јачањем усељавања у Шведску, становништво града је постало шароликије.

## Привреда
Данас је Умео савремени град са посебно развијеном индустријом (аутомобилска, обрада дрвета, производња намештаја). Последње две деценије посебно се развијају трговина, услуге и туризам.

## Знаменитости
Умео је по изгледу млад град, без „правог“ градског језгра. Међутим, град је стециште бројних културних догађања (фестивал џеза), а ту су и бројне културне установе (Северношведска опера, Билдмузет - музеј савремених уметности, Музеј Западне Ботније, Музеј смучања и др.)
Умео има и универзитет - Универзитет северне Шведске, основан 1965. године.

## Галерија
- Градска пешачка улица
- Тзв. „Алеја бреза“ у Умеу
- Градска црква Умео
- Градска кућа Умеа
- Северношведска опера
- Аеродром у Умеу
- Универзитет северне Шведске